# Spanien i olympiska sommarspelen 2008
Spanien i olympiska sommarspelen 2008 bestod av hela 286 idrottare som blivit uttagna av Spaniens olympiska kommitté.

## Badminton
- Huvudartikel: Badminton vid olympiska sommarspelen 2008

- Herrar

| Namn        | Gren   | 32-delsfinal                      | 16-delsfinal     | 8-delsfinal      | Kvartsfinal      | Semifinal        | Final            | Final            |
| Namn        | Gren   | Resultat                          | Resultat         | Resultat         | Resultat         | Resultat         | Resultat         | Plats            |
| ----------- | ------ | --------------------------------- | ---------------- | ---------------- | ---------------- | ---------------- | ---------------- | ---------------- |
| Pablo Abián | Singel | Navickas (LTU) L 21-23 21-12 9-21 | Gick inte vidare | Gick inte vidare | Gick inte vidare | Gick inte vidare | Gick inte vidare | Gick inte vidare |

- Damer

| Namn           | Gren   | 32-delsfinal               | 16-delsfinal                | 8-delsfinal      | Kvartsfinal      | Semifinal        | Final            | Final            |
| Namn           | Gren   | Resultat                   | Resultat                    | Resultat         | Resultat         | Resultat         | Resultat         | Plats            |
| -------------- | ------ | -------------------------- | --------------------------- | ---------------- | ---------------- | ---------------- | ---------------- | ---------------- |
| Yoana Martínez | Singel | Carroll (AUS) W 21-9 21-16 | Yulianti (INA) L 9-21 14-21 | Gick inte vidare | Gick inte vidare | Gick inte vidare | Gick inte vidare | Gick inte vidare |

## Basketboll
- Huvudartikel: Basketboll vid olympiska sommarspelen 2008
- Herrar

| Lag      | V | F | PF  | PA  | PDiff | Poäng |
| -------- | - | - | --- | --- | ----- | ----- |
| USA      | 5 | 0 | 515 | 354 | +161  | 10    |
| Spanien  | 4 | 1 | 418 | 369 | +49   | 9     |
| Grekland | 3 | 2 | 415 | 375 | +40   | 8     |
| Kina     | 2 | 3 | 366 | 400 | -34   | 7     |
| Tyskland | 1 | 4 | 330 | 390 | -60   | 6     |
| Angola   | 0 | 5 | 321 | 477 | -156  | 5     |

| 2008-08-10 |              |          |
| Spanien    | 81 – 66      | Grekland |
| 2008-08-12 |              |          |
| Kina       | 75 – 85 (OT) | Spanien  |
| 2008-08-14 |              |          |
| Tyskland   | 59 – 72      | Spanien  |
| 2008-08-16 |              |          |
| Spanien    | 82 – 119     | USA      |
| 2008-08-18 |              |          |
| Angola     | 50 – 98      | Spanien  |

|  | Kvartsfinal | Kvartsfinal | Kvartsfinal |         |         | Semifinal | Semifinal | Semifinal |            |            | Final      | Final      | Final |
|  |             |             |             |         |         |           |           |           |            |            |            |            |       |
|  | A2          | Argentina   | 80          |         |         |           |           |           |            |            |            |            |       |
|  | B3          | Grekland    | 78          |         |         |           |           |           |            |            |            |            |       |
|  | B3          | Grekland    | 78          |         | A2      | Argentina | 81        |           |            |            |            |            |       |
|  |             |             |             |         | A2      | Argentina | 81        |           |            |            |            |            |       |
|  |             | B1          | USA         | 101     |         |           |           |           |            |            |            |            |       |
|  | B1          | B1          | USA         | 101     | USA     | 116       |           |           |            |            |            |            |       |
|  | B1          |             |             |         | USA     | 116       |           |           |            |            |            |            |       |
|  | A4          | Australien  | 85          |         |         |           |           |           |            |            |            |            |       |
|  |             |             |             |         |         |           |           |           |            |            | B1         | USA        | 118   |
|  |             |             | B2          | Spanien | 107     |           |           |           |            |            |            |            |       |
|  | B2          | Spanien     | 72          |         |         |           |           |           |            |            |            |            |       |
|  | A3          | Kroatien    | 59          |         |         |           |           |           |            |            |            |            |       |
|  | A3          | Kroatien    | 59          |         | B2      | Spanien   | 91        |           | Bronsmatch | Bronsmatch | Bronsmatch | Bronsmatch |       |
|  |             |             |             |         | B2      | Spanien   | 91        |           | Bronsmatch | Bronsmatch | Bronsmatch | Bronsmatch |       |
|  |             | A1          | Litauen     | 86      |         |           |           |           |            |            |            |            |       |
|  | A1          | A1          | Litauen     | 86      | Litauen | 94        |           | A2        | Argentina  | 87         |            |            |       |
|  | A1          |             |             |         | Litauen | 94        |           | A2        | Argentina  | 87         |            |            |       |
|  | B4          | Kina        | 68          |         |         |           |           |           |            |            | A1         | Litauen    | 75    |

- Damer

| Lag         | V | F | PF  | PA  | PDiff | Poäng |
| ----------- | - | - | --- | --- | ----- | ----- |
| USA         | 5 | 0 | 491 | 276 | +215  | 10    |
| Kina        | 4 | 1 | 358 | 346 | +12   | 9     |
| Spanien     | 3 | 2 | 350 | 354 | -4    | 8     |
| Tjeckien    | 2 | 3 | 353 | 326 | +27   | 7     |
| Nya Zeeland | 1 | 4 | 320 | 423 | -103  | 6     |
| Mali        | 0 | 5 | 255 | 402 | -147  | 5     |

| 2008-08-09  |         |          |
| Kina        | 67 – 64 | Spanien  |
| 2008-08-11  |         |          |
| Nya Zeeland | 62 – 85 | Spanien  |
| 2008-08-13  |         |          |
| Spanien     | 74 – 55 | Tjeckien |
| 2008-08-15  |         |          |
| USA         | 93 – 55 | Spanien  |
| 2008-08-17  |         |          |
| Mali        | 47 – 79 | Spanien  |

|  | Kvartsfinal | Kvartsfinal | Kvartsfinal |            |            | Semifinal | Semifinal | Semifinal |            |            | Final      | Final      | Final |
|  |             |             |             |            |            |           |           |           |            |            |            |            |       |
|  | A2          | Ryssland    | 84          |            |            |           |           |           |            |            |            |            |       |
|  | B3          | Spanien     | 65          |            |            |           |           |           |            |            |            |            |       |
|  | B3          | Spanien     | 65          |            | A2         | Ryssland  | 52        |           |            |            |            |            |       |
|  |             |             |             |            | A2         | Ryssland  | 52        |           |            |            |            |            |       |
|  |             | B1          | USA         | 67         |            |           |           |           |            |            |            |            |       |
|  | B1          | B1          | USA         | 67         | USA        | 104       |           |           |            |            |            |            |       |
|  | B1          |             |             |            | USA        | 104       |           |           |            |            |            |            |       |
|  | A4          | Sydkorea    | 60          |            |            |           |           |           |            |            |            |            |       |
|  |             |             |             |            |            |           |           |           |            |            | B1         | USA        | 118   |
|  |             |             | A1          | Australien | 107        |           |           |           |            |            |            |            |       |
|  | B2          | Kina        | 77          |            |            |           |           |           |            |            |            |            |       |
|  | A3          | Vitryssland | 62          |            |            |           |           |           |            |            |            |            |       |
|  | A3          | Vitryssland | 62          |            | B2         | Kina      | 56        |           | Bronsmatch | Bronsmatch | Bronsmatch | Bronsmatch |       |
|  |             |             |             |            | B2         | Kina      | 56        |           | Bronsmatch | Bronsmatch | Bronsmatch | Bronsmatch |       |
|  |             | A1          | Australien  | 90         |            |           |           |           |            |            |            |            |       |
|  | A1          | A1          | Australien  | 90         | Australien | 76        |           | A2        | Ryssland   | 94         |            |            |       |
|  | A1          |             |             |            | Australien | 76        |           | A2        | Ryssland   | 94         |            |            |       |
|  | B4          | Tjeckien    | 46          |            |            |           |           |           |            |            | B2         | Kina       | 81    |

## Bordtennis
- Huvudartikel: Bordtennis vid olympiska sommarspelen 2008
- Singel, herrar

| Idrottare        | Gren   | Grundomgång                                              | Omgång 1                                                          | Omgång 2                                                  | Omgång 3             | Omgång 4             | Kvartsfinal          | Semifinal            | Final                |
| Idrottare        | Gren   | Motståndare Resultat                                     | Motståndare Resultat                                              | Motståndare Resultat                                      | Motståndare Resultat | Motståndare Resultat | Motståndare Resultat | Motståndare Resultat | Motståndare Resultat |
| ---------------- | ------ | -------------------------------------------------------- | ----------------------------------------------------------------- | --------------------------------------------------------- | -------------------- | -------------------- | -------------------- | -------------------- | -------------------- |
| Alfredo Carneros | Singel | W Adel Massaad (EGY) 11-9, 12-10, 11-8, 9-11, 8-11, 11-8 | L Achanta Sharath Kamal (IND) 11-6, 10-12, 8-11, 11-9, 6-11, 7-11 | Gick inte vidare                                          | Gick inte vidare     | Gick inte vidare     | Gick inte vidare     | Gick inte vidare     | Gick inte vidare     |
| He Zhi Wen       | Singel |                                                          |                                                                   | L Jang Song Man (PRK) 9-11, 11-8, 11-9, 7-11, 10-12, 8-11 | Gick inte vidare     | Gick inte vidare     | Gick inte vidare     | Gick inte vidare     | Gick inte vidare     |

- Singel, damer

| Idrottare         | Gren   | Grundomgång          | Omgång 1                                               | Omgång 2                                                  | Omgång 3                                       | Omgång 4             | Kvartsfinal          | Semifinal            | Final                |
| Idrottare         | Gren   | Motståndare Resultat | Motståndare Resultat                                   | Motståndare Resultat                                      | Motståndare Resultat                           | Motståndare Resultat | Motståndare Resultat | Motståndare Resultat | Motståndare Resultat |
| ----------------- | ------ | -------------------- | ------------------------------------------------------ | --------------------------------------------------------- | ---------------------------------------------- | -------------------- | -------------------- | -------------------- | -------------------- |
| Fang Zhu Jin      | Singel |                      | W Margaryta Pesotska (UKR) 9-11, 11-8, 11-4, 11-7, 1-9 | L Li Jie (NED) 11-8, 4-11, 7-11, 12-14, 5-11              | Gick inte vidare                               | Gick inte vidare     | Gick inte vidare     | Gick inte vidare     | Gick inte vidare     |
| Yanfei Shen Zhang | Singel |                      |                                                        | W Sandra Paovic (CRO) 11-8, 7-11, 11-9, 6-11, 13-11, 11-9 | L Tie Yana (HKG) 11-6, 7-11, 10-12, 4-11, 5-11 | Gick inte vidare     | Gick inte vidare     | Gick inte vidare     | Gick inte vidare     |

- Lag, damer

| Lag        | Poäng | Matcher | Vinster | Förluster | GW | GL |
| ---------- | ----- | ------- | ------- | --------- | -- | -- |
| Sydkorea   | 6     | 3       | 3       | 0         | 9  | 0  |
| Japan      | 5     | 3       | 2       | 1         | 6  | 5  |
| Spanien    | 4     | 3       | 1       | 2         | 5  | 6  |
| Australien | 3     | 3       | 0       | 3         | 0  | 9  |

13 augusti
| Sydkorea | 3–0 | Spanien |

14 augusti
| Japan   | 3–2 | Spanien    |
| Spanien | 3–0 | Australien |

## Boxning
- Huvudartikel: Boxning vid olympiska sommarspelen 2008

| Tävlande           | Viktklass     | Sextondelsfinal      | Åttondelsfinal       | Kvartsfinal          | Semifinal            | Final                |
| Tävlande           | Viktklass     | Motståndare Resultat | Motståndare Resultat | Motståndare Resultat | Motståndare Resultat | Motståndare Resultat |
| ------------------ | ------------- | -------------------- | -------------------- | -------------------- | -------------------- | -------------------- |
| Kelvin de la Nieve | Lätt flugvikt | Yanez (USA) L 12-9   | Gick inte vidare     | Gick inte vidare     | Gick inte vidare     | Gick inte vidare     |

## Brottning
- Huvudartikel: Brottning vid olympiska sommarspelen 2008

| Tävlande          | Gren                | Kvalifikation                         | 1/8 Final                            | Kvartsfinal          | Semifinal            | Återkval 1                              | Återkval 2                           | Final                                | Placering |
| Tävlande          | Gren                | Motståndare Resultat                  | Motståndare Resultat                 | Motståndare Resultat | Motståndare Resultat | Motståndare Resultat                    | Motståndare Resultat                 | Motståndare Resultat                 | Placering |
| ----------------- | ------------------- | ------------------------------------- | ------------------------------------ | -------------------- | -------------------- | --------------------------------------- | ------------------------------------ | ------------------------------------ | --------- |
| Francisco Sanchez | Fristil, bantamvikt | L Kim Hyo-Sub (KOR) 1-3, 1-3          | Gick inte vidare                     | Gick inte vidare     | N/A                  | N/A                                     | Gick inte vidare                     | Gick inte vidare                     |           |
| Teresa Mendez     | Fristil, mellanvikt | L Lise Golliot-Legrand (FRA) 0-1, 0-2 | Gick inte vidare                     | Gick inte vidare     | N/A                  | N/A                                     | Gick inte vidare                     | Gick inte vidare                     |           |
| Maider Unda       | Fristil, tungvikt   | W Oksana Vashchuk (UKR) 1-0, 3-1      | L Stanka Zlateva (BUL) 3-2, 0-6, 1-4 | Gick inte vidare     | N/A                  | W Ohenewa Akuffo (CAN) 5-2, 1-1(W), 1-0 | L Agnieszka Wieszczek (POL) 1-2, 0-1 | L Agnieszka Wieszczek (POL) 1-2, 0-1 | 5         |

## Bågskytte
- Huvudartikel: Bågskytte vid olympiska sommarspelen 2008

- Herrar

| Namn           | Gren         | Rankingrunda | Rankingrunda | 32-delsfinal                          | 16-delsfinal                          | 8-delsfinal      | Kvartsfinal      | Semifinal        | Final            | Final |
| Namn           | Gren         | Poäng        | Seed         | Resultat                              | Resultat                              | Resultat         | Resultat         | Resultat         | Resultat         | Plats |
| -------------- | ------------ | ------------ | ------------ | ------------------------------------- | ------------------------------------- | ---------------- | ---------------- | ---------------- | ---------------- | ----- |
| Daniel Morillo | Individuellt | 657          | 33           | Markivan Ivasjko (UKR) (32) W 115-107 | Juan René Serrano (MEX) (1) L 112-111 | Gick inte vidare | Gick inte vidare | Gick inte vidare | Gick inte vidare |       |

## Cykling
- Huvudartikel: Cykling vid olympiska sommarspelen 2008

### Mountainbike
Herrar
| Cyklist              | Gren         | Tid     | Placering |
| -------------------- | ------------ | ------- | --------- |
| Carlos Coloma        | Mountainbike | 2:09:05 | 28        |
| José Antonio Hermida | Mountainbike | 2:01:01 | 10        |
| Iñaki Lejarreta      | Mountainbike | 2:00:21 | 8         |

Damer
| Cyklist       | Gren         | Tid | Placering |
| ------------- | ------------ | --- | --------- |
| Marga Fullana | Mountainbike | DNF | DNF       |

### Landsväg
Herrar
| Alberto Contador   | Linjelopp | DNF             | DNF | DNF | DNF | DNF | DNF | DNF | DNF | DNF | DNF | DNF |
| Alberto Contador   | Tempolopp | 1:03:29         | 4   |     |     |     |     |     |     |     |     |     |
| Óscar Freire       | Linjelopp | DNF             | DNF | DNF | DNF | DNF | DNF | DNF | DNF | DNF | DNF | DNF |
| Samuel Sánchez     | Linjelopp | 6:23:49         |     |     |     |     |     |     |     |     |     |     |
| Samuel Sánchez     | Tempolopp | 1:04:37         | 6   |     |     |     |     |     |     |     |     |     |
| Carlos Sastre      | Linjelopp | 6:31:06 (+7:17) | 49  |     |     |     |     |     |     |     |     |     |
| Alejandro Valverde | Linjelopp | 6:24:19 (+0:30) | 13  |     |     |     |     |     |     |     |     |     |

Damer
| Athlete          | Event     | Time    | Rank |
| ---------------- | --------- | ------- | ---- |
| Anna Sanchis     | Linjelopp | 3:32:52 | 19   |
| Marta Vilajosana | Linjelopp | 3:43:25 | 25   |

### Bana
Förföljelse
| Cyklist                                                      | Gren                     | Kvalificering | Kvalificering | Semifinal           | Semifinal         | Semifinal        | Semifinal        | Final            | Final             | Final            | Final            |
| Cyklist                                                      | Gren                     | Tid           | Placering     | Motståndare         | Motståndarens tid | Tid              | Placering        | Motståndare      | Motståndarens tid | Tid              | Placering        |
| ------------------------------------------------------------ | ------------------------ | ------------- | ------------- | ------------------- | ----------------- | ---------------- | ---------------- | ---------------- | ----------------- | ---------------- | ---------------- |
| Sergi Escobar                                                | Herrarnas förföljelse    | 4:26.102      | 10            | Gick inte vidare    | Gick inte vidare  | Gick inte vidare | Gick inte vidare | Gick inte vidare | Gick inte vidare  | Gick inte vidare | Gick inte vidare |
| Toni Tauler                                                  | Herrarnas förföljelse    | 4:22.462      | 6 Q           | Alexei Markov (RUS) | 4:22:308          | 4:24:974 L       | 6                | Gick inte vidare | Gick inte vidare  | Gick inte vidare | Gick inte vidare |
| Sergi Escobar Asier Maeztu Antonio Miguel Sebastián Muntaner | Herrarnas lagförföljelse | 4:06.509      | 7 Q           | Nya Zeeland         | 3:57.536          | varvad           | -                | Gick inte vidare | Gick inte vidare  | Gick inte vidare | Gick inte vidare |

Poänglopp
| Cyklist         | Gren                | Sprintpoäng | Extravarv | Totalpoäng | Placering |
| --------------- | ------------------- | ----------- | --------- | ---------- | --------- |
| Joan Llaneras   | Herrarnas poänglopp | 20          | 2         | 60         |           |
| Leire Olaberría | Damernas poänglopp  | 13          | 0         | 13         |           |

Madison
| Cyklist                   | Gren              | Poäng | Varv | Placering |
| ------------------------- | ----------------- | ----- | ---- | --------- |
| Joan Llaneras Toni Tauler | Herrarnas Madison | 7     | +0   |           |

## Friidrott
- Huvudartikel: Friidrott vid olympiska sommarspelen 2008

Förkortningar
- Noteringar – Placeringarna avser endast löparens eget heat
- Q = Kvalificerad till nästa omgång
- q = Kvalificerade sig till nästa omgång som den snabbaste idrottaren eller, i fältgrenarna, via placering utan att uppnå kvalgränsen.
- NR = Nationellt rekord
- N/A = Omgången ingick inte i grenen
- Bye = Idrottaren behövde inte delta i denna omgång

Herrar
Bana och landsväg
| Idrottare                  | Gren           | Heat     | Heat      | Kvartsfinal | Kvartsfinal | Semifinal        | Semifinal        | Final            | Final            |
| Idrottare                  | Gren           | Resultat | Placering | Resultat    | Placering   | Resultat         | Placering        | Resultat         | Placering        |
| -------------------------- | -------------- | -------- | --------- | ----------- | ----------- | ---------------- | ---------------- | ---------------- | ---------------- |
| Alemayehu Bezabeh          | 5 000 m        | 13:37.88 | 5 q       | i.u.        | i.u.        | i.u.             | i.u.             | 13:30.48         | 11               |
| José Luis Blanco           | 3 000 m hinder | 8:37.37  | 5         | i.u.        | i.u.        | i.u.             | i.u.             | Gick inte vidare | Gick inte vidare |
| Arturo Casado              | 1 500 m        | 3:36.42  | 2 Q       | i.u.        | i.u.        | 3:41.57          | 11               | Gick inte vidare | Gick inte vidare |
| Carles Castillejo          | 10 000 m       | i.u.     | i.u.      | i.u.        | i.u.        | i.u.             | i.u.             | 28:13.68         | 23               |
| Juan Carlos de la Ossa     | 10 000 m       | i.u.     | i.u.      | i.u.        | i.u.        | i.u.             | i.u.             | 27:54.20         | 17               |
| Jesús España               | 5 000 m        | 13:48.88 | 4 Q       | i.u.        | i.u.        | i.u.             | i.u.             | 13:55.94         | 14               |
| Reyes Estévez              | 1 500 m        | 3:39.62  | 8         | i.u.        | i.u.        | Gick inte vidare | Gick inte vidare | Gick inte vidare | Gick inte vidare |
| Francisco Javier Fernández | 20 km gång     | i.u.     | i.u.      | i.u.        | i.u.        | i.u.             | i.u.             | 1:20:32          | 7                |
| Alberto García             | 5 000 m        | 13:58.20 | 9         | i.u.        | i.u.        | i.u.             | i.u.             | Gick inte vidare | Gick inte vidare |
| Jesús Ángel García         | 50 km gång     | i.u.     | i.u.      | i.u.        | i.u.        | i.u.             | i.u.             | 3:44:08          | 4                |
| Juan Carlos Higuero        | 1 500 m        | 3:41.70  | 3 Q       | i.u.        | i.u.        | 3:37.31          | 3 Q              | 3:34.44          | 4                |
| Ayad Lamdassen             | 10 000 m       | i.u.     | i.u.      | i.u.        | i.u.        | i.u.             | i.u.             | 28:13.73         | 24               |
| Eliseo Martín              | 3 000 m hinder | 8:23.19  | 12        | i.u.        | i.u.        | i.u.             | i.u.             | Gick inte vidare | Gick inte vidare |
| José Manuel Martínez       | Maraton        | i.u.     | i.u.      | i.u.        | i.u.        | i.u.             | i.u.             | 2:14:00          | 16               |
| Juan Manuel Molina         | 20 km gång     | i.u.     | i.u.      | i.u.        | i.u.        | i.u.             | i.u.             | 1:21:25          | 12               |
| Mikel Odriozola            | 50 km gång     | i.u.     | i.u.      | i.u.        | i.u.        | i.u.             | i.u.             | 3:51:30          | 13               |
| Manuel Olmedo              | 800 m          | 1:45.78  | 1 Q       | i.u.        | i.u.        | 1:45.91          | 4                | Gick inte vidare | Gick inte vidare |
| Rubén Palomeque            | 3 000 m hinder | 8:58.50  | 12        | i.u.        | i.u.        | i.u.             | i.u.             | Gick inte vidare | Gick inte vidare |
| Santiago Pérez             | 50 km gång     | i.u.     | i.u.      | i.u.        | i.u.        | i.u.             | i.u.             | 3:59:41          | 26               |
| Miguel Quesada             | 800 m          | 1:48.06  | 4         | i.u.        | i.u.        | Gick inte vidare | Gick inte vidare | Gick inte vidare | Gick inte vidare |
| Jackson Quiñonez           | 110 m häck     | 13.41    | 2 Q       | 13.47       | 3 Q         | 13.40            | 3 Q              | 13.69            | 8                |
| Antonio Manuel Reina       | 800 m          | 1:46.30  | 3 q       | i.u.        | i.u.        | 1:46.40          | 7                | Gick inte vidare | Gick inte vidare |
| Julio Rey                  | Maraton        | i.u.     | i.u.      | i.u.        | i.u.        | i.u.             | i.u.             | DNF              | DNF              |
| José Ríos                  | Maraton        | i.u.     | i.u.      | i.u.        | i.u.        | i.u.             | i.u.             | 2:32:35          | 72               |
| Ángel David Rodríguez      | 100 m          | 10.34    | 4 q       | 10.35       | 8           | Gick inte vidare | Gick inte vidare | Gick inte vidare | Gick inte vidare |
| Ángel David Rodríguez      | 200 m          | 20.87    | 4 q       | 20.96       | 8           | Gick inte vidare | Gick inte vidare | Gick inte vidare | Gick inte vidare |
| Benjamín Sánchez           | 20 km gång     | i.u.     | i.u.      | i.u.        | i.u.        | i.u.             | i.u.             | 1:21:38          | 13               |

Fältgrenar
| Idrottare         | Gren           | Kval    | Kval      | Final            | Final            |
| Idrottare         | Gren           | Distans | Placering | Distans          | Placering        |
| ----------------- | -------------- | ------- | --------- | ---------------- | ---------------- |
| Javier Bermejo    | Höjdhopp       | 2.20    | 29        | Gick inte vidare | Gick inte vidare |
| Frank Casañas     | Diskuskastning | 64.99   | 4 Q       | 66.49            | 5                |
| Manuel Martínez   | Kulstötning    | 19.81   | 19        | Gick inte vidare | Gick inte vidare |
| Luis Felipe Meliz | Längdhopp      | 7.95    | 10 q      | 8.07             | 7                |
| Mario Pestano     | Diskuskastning | 64.42   | 7 q       | 63.42            | 9                |

Kombinerade grenar – Tiokamp
| Idrottare   | Gren     | 100 m | LJ   | SP    | HJ   | 400 m | 110H  | DT    | PV | JT    | 1500 m  | Final | Placering |
| ----------- | -------- | ----- | ---- | ----- | ---- | ----- | ----- | ----- | -- | ----- | ------- | ----- | --------- |
| David Gómez | Resultat | 11.12 | 6.85 | 13.58 | 1.81 | 49.27 | 14.61 | 40.17 | NM | 62.22 | 4:30.74 | 6876  | 25        |
| David Gómez | Poäng    | 834   | 778  | 703   | 636  | 849   | 897   | 668   | 0  | 771   | 740     | 6876  | 25        |

Damer
Bana & landsväg
| Idrottare           | Gren           | Heat     | Heat      | Semifinal        | Semifinal        | Final            | Final            |
| Idrottare           | Gren           | Resultat | Placering | Resultat         | Placering        | Resultat         | Placering        |
| ------------------- | -------------- | -------- | --------- | ---------------- | ---------------- | ---------------- | ---------------- |
| Alessandra Aguilar  | Maraton        | i.u.     | i.u.      | i.u.             | i.u.             | 2:39:29          | 54               |
| Yesenia Centeno     | Maraton        | i.u.     | i.u.      | i.u.             | i.u.             | 2:36:25          | 45               |
| Dolores Checa       | 5 000 m        | 15:31.22 | 13        | i.u.             | i.u.             | Gick inte vidare | Gick inte vidare |
| Isabel Checa        | 10 000 m       | i.u.     | i.u.      | i.u.             | i.u.             | 33:17.88         | 29               |
| Marta Domínguez     | 3 000 m hinder | 9:22.11  | 2 Q       | i.u.             | i.u.             | DNF              | DNF              |
| Laia Forcadell      | 400 m häck     | 58.64    | 7         | Gick inte vidare | Gick inte vidare | Gick inte vidare | Gick inte vidare |
| Iris Fuentes-Pila   | 1 500 m        | 4:14.10  | 2 Q       | i.u.             | i.u.             | 4:04.86          | 8                |
| Zulema Fuentes-Pila | 3 000 m hinder | 9:29.40  | 4 Q       | i.u.             | i.u.             | 9:35.16          | 12               |
| Rosa Morató         | 3 000 m hinder | 9:45.33  | 12        | i.u.             | i.u.             | Gick inte vidare | Gick inte vidare |
| Josephine Onyia     | 100 m häck     | 12.68    | 1 Q       | 12.86            | 5                | Gick inte vidare | Gick inte vidare |
| Beatriz Pascual     | 20 km gång     | i.u.     | i.u.      | i.u.             | i.u.             | 1:27:44          | 6                |
| María José Poves    | 20 km gång     | i.u.     | i.u.      | i.u.             | i.u.             | 1:30:51          | 18               |
| María José Pueyo    | Maraton        | i.u.     | i.u.      | i.u.             | i.u.             | 2:48:01          | 64               |
| Natalia Rodríguez   | 1 500 m        | 4:05.30  | 2 Q       | i.u.             | i.u.             | 4:03.19          | 6                |
| María Vasco         | 20 km gång     | i.u.     | i.u.      | i.u.             | i.u.             | 1:27:25          | 5                |

Fältgrenar
| Idrottare           | Gren          | Kval  | Kval      | Final            | Final            |
| Idrottare           | Gren          | Längd | Placering | Längd            | Placering        |
| ------------------- | ------------- | ----- | --------- | ---------------- | ---------------- |
| Naroa Agirre        | Stavhopp      | 4.40  | 13        | Gick inte vidare | Gick inte vidare |
| Ruth Beitia         | Höjdhopp      | 1.93  | =1 q      | 1.96             | =7               |
| Berta Castells      | Släggkastning | 62.44 | 41        | Gick inte vidare | Gick inte vidare |
| Carlota Castrejana  | Tresteg       | 14.02 | 16        | Gick inte vidare | Gick inte vidare |
| Mercedes Chilla     | Spjutkastning | 61.81 | 8 Q       | 58.13            | 9                |
| Concepción Montaner | Längdhopp     | 6.53  | 16        | Gick inte vidare | Gick inte vidare |
| Irache Quintanal    | Kulstötning   | NM    | –         | Gick inte vidare | Gick inte vidare |

## Fäktning
- Huvudartikel: Fäktning vid olympiska sommarspelen 2008

Herrar
| Idrottare       | Gren                  | Omgång 1          | Sextondelsfinal        | Åttondelsfinal        | Kvartsfinal                | Semifinal                | Final / BM         | Final / BM       |
| Idrottare       | Gren                  | Motståndare Poäng | Motståndare Poäng      | Motståndare Poäng     | Motståndare Poäng          | Motståndare Poäng        | Motståndare Poäng  | Placering        |
| --------------- | --------------------- | ----------------- | ---------------------- | --------------------- | -------------------------- | ------------------------ | ------------------ | ---------------- |
| José Luis Abajo | Värja, individuellt   | BYE               | Kim W-J (KOR) W 15–14  | Jeannet (FRA) W 15–9  | Confalonieri (ITA) W 14–13 | Tagliariol (ITA) L 12–15 | Boczkó (HUN) W 8–7 | 3                |
| Javier Menéndez | Florett, individuellt | i.u.              | Schlosser (AUT) L 9–15 | Gick inte vidare      | Gick inte vidare           | Gick inte vidare         | Gick inte vidare   | Gick inte vidare |
| Jaime Martí     | Sabel, individuellt   | BYE               | Kovalev (RUS) W 15–12  | Zhong M (CHN) L 14–15 | Gick inte vidare           | Gick inte vidare         | Gick inte vidare   | Gick inte vidare |
| Jorge Pina      | Sabel, individuellt   | BYE               | Occhiuzzi (ITA) W 15–9 | Montano (ITA) W 15–14 | Lopez (FRA) L 10–15        | Gick inte vidare         | Gick inte vidare   | Gick inte vidare |

Damer
| Idrottare       | Gren                | Omgång 1            | Sextondelsfinal   | Åttondelsfinal    | Kvartsfinal       | Semifinal         | Final / BM        | Final / BM       |
| Idrottare       | Gren                | Motståndare Poäng   | Motståndare Poäng | Motståndare Poäng | Motståndare Poäng | Motståndare Poäng | Motståndare Poäng | Placering        |
| --------------- | ------------------- | ------------------- | ----------------- | ----------------- | ----------------- | ----------------- | ----------------- | ---------------- |
| Araceli Navarro | Sabel, individuellt | Larios (MEX) W 15–4 | Ward (USA) L 7–12 | Gick inte vidare  | Gick inte vidare  | Gick inte vidare  | Gick inte vidare  | Gick inte vidare |

## Gymnastik
- Huvudartikel: Gymnastik vid olympiska sommarspelen 2008

### Artistisk gymnastik
Herrar
Lag
| Gymnast             | Gren | Kval     | Kval    | Kval    | Kval     | Kval    | Kval    | Kval    | Kval      | Final            | Final            | Final            | Final            | Final            | Final            | Final            | Final            |
| Gymnast             | Gren | Redskap  | Redskap | Redskap | Redskap  | Redskap | Redskap | Totalt  | Placering | Redskap          | Redskap          | Redskap          | Redskap          | Redskap          | Redskap          | Totalt           | Placering        |
| Gymnast             | Gren | F        | PH      | R       | V        | PB      | HB      | Totalt  | Placering | F                | PH               | R                | V                | PB               | HB               | Totalt           | Placering        |
| ------------------- | ---- | -------- | ------- | ------- | -------- | ------- | ------- | ------- | --------- | ---------------- | ---------------- | ---------------- | ---------------- | ---------------- | ---------------- | ---------------- | ---------------- |
| Isaac Botella Pérez | Lag  | 14.975   | 13.600  | 14.900  | 16.050 Q | i.u.    | i.u.    | i.u.    | i.u.      | Gick inte vidare | Gick inte vidare | Gick inte vidare | Gick inte vidare | Gick inte vidare | Gick inte vidare | Gick inte vidare | Gick inte vidare |
| Manuel Carballo     | Lag  | 14.650   | 14.475  | 14.900  | i.u.     | 15.275  | 13.025  | i.u.    | i.u.      | Gick inte vidare | Gick inte vidare | Gick inte vidare | Gick inte vidare | Gick inte vidare | Gick inte vidare | Gick inte vidare | Gick inte vidare |
| Gervasio Deferr     | Lag  | 15.825 Q | i.u.    | i.u.    | 15.075   | 14.600  | 13.725  | i.u.    | i.u.      | Gick inte vidare | Gick inte vidare | Gick inte vidare | Gick inte vidare | Gick inte vidare | Gick inte vidare | Gick inte vidare | Gick inte vidare |
| Rafael Martínez     | Lag  | 15.750   | 15.550  | 14.800  | 14.325   | 15.100  | 15.275  | 90.800  | 10 Q      | Gick inte vidare | Gick inte vidare | Gick inte vidare | Gick inte vidare | Gick inte vidare | Gick inte vidare | Gick inte vidare | Gick inte vidare |
| Sergio Muñoz        | Lag  | 14.575   | 12.700  | 15.150  | 16.100   | 13.675  | 13.300  | 85.500  | 40        | Gick inte vidare | Gick inte vidare | Gick inte vidare | Gick inte vidare | Gick inte vidare | Gick inte vidare | Gick inte vidare | Gick inte vidare |
| Iván San Miguel     | Lag  | i.u.     | 13.775  | 15.200  | 16.050   | 14.375  | 14.525  | i.u.    | i.u.      | Gick inte vidare | Gick inte vidare | Gick inte vidare | Gick inte vidare | Gick inte vidare | Gick inte vidare | Gick inte vidare | Gick inte vidare |
| Totalt              | Lag  | 61.000   | 56.650  | 60.150  | 63.950   | 59.350  | 56.825  | 357.925 | 11        | Gick inte vidare | Gick inte vidare | Gick inte vidare | Gick inte vidare | Gick inte vidare | Gick inte vidare | Gick inte vidare | Gick inte vidare |

Individuella finaler
| Gymnast             | Gren       | Redskap | Redskap | Redskap | Redskap | Redskap | Redskap | Totalt | Placering |
| Gymnast             | Gren       | F       | PH      | R       | V       | PB      | HB      | Totalt | Placering |
| ------------------- | ---------- | ------- | ------- | ------- | ------- | ------- | ------- | ------ | --------- |
| Isaac Botella Pérez | Hopp       | i.u.    | i.u.    | i.u.    | 16.075  | i.u.    | i.u.    | 16.075 | 8         |
| Gervasio Deferr     | Fristående | 15.775  | i.u.    | i.u.    | i.u.    | i.u.    | i.u.    | 15.775 | 2         |
| Rafael Martínez     | Mångkamp   | 15.450  | 15.000  | 14.375  | 15.575  | 15.525  | 15.575  | 91.500 | 10        |

Damer
| Gymnast          | Gren     | Kval    | Kval    | Kval    | Kval    | Kval   | Kval      | Final            | Final            | Final            | Final            | Final            | Final            |
| Gymnast          | Gren     | Redskap | Redskap | Redskap | Redskap | Totalt | Placering | Redskap          | Redskap          | Redskap          | Redskap          | Totalt           | Placering        |
| Gymnast          | Gren     | F       | V       | UB      | BB      | Totalt | Placering | F                | V                | UB               | BB               | Totalt           | Placering        |
| ---------------- | -------- | ------- | ------- | ------- | ------- | ------ | --------- | ---------------- | ---------------- | ---------------- | ---------------- | ---------------- | ---------------- |
| Laura Campos     | Mångkamp | 13.775  | 14.200  | 13.075  | 13.975  | 55.025 | 49        | Gick inte vidare | Gick inte vidare | Gick inte vidare | Gick inte vidare | Gick inte vidare | Gick inte vidare |
| Lenika de Simone | Mångkamp | 13.850  | 14.100  | 13.550  | 14.100  | 55.600 | 47        | Gick inte vidare | Gick inte vidare | Gick inte vidare | Gick inte vidare | Gick inte vidare | Gick inte vidare |

### Rytmisk gymnastik
| Gymnast              | Gren         | Kval   | Kval     | Kval   | Kval   | Kval   | Kval      | Final  | Final    | Final  | Final  | Final  | Final     |
| Gymnast              | Gren         | Rep    | Tunnband | Käglor | Band   | Total  | Placering | Rep    | Tunnband | Käglor | Band   | Totalt | Placering |
| -------------------- | ------------ | ------ | -------- | ------ | ------ | ------ | --------- | ------ | -------- | ------ | ------ | ------ | --------- |
| Almudena Cid Tostado | Individuellt | 16.675 | 16.800   | 16.600 | 16.750 | 66.825 | 10 Q      | 17.000 | 17.000   | 17.150 | 16.950 | 68.100 | 8         |

| Gymnast                                                                            | Gren  | Kval   | Kval                | Kval   | Kval      | Final            | Final               | Final            | Final            |
| Gymnast                                                                            | Gren  | 5 rep  | 3 tunnband 2 käglor | Totalt | Placering | 5 rep            | 3 tunnband 2 käglor | Total            | Placering        |
| ---------------------------------------------------------------------------------- | ----- | ------ | ------------------- | ------ | --------- | ---------------- | ------------------- | ---------------- | ---------------- |
| Bárbara González Lara González Isabel Pagán Ana Pelaz Verónica Ruiz Elisabet Salom | Trupp | 15.725 | 14.375              | 30.100 | 11        | Gick inte vidare | Gick inte vidare    | Gick inte vidare | Gick inte vidare |

## Handboll
- Huvudartikel: Handboll vid olympiska sommarspelen 2008

Herrar
Gruppspel
| Nr | Land      | SM | V | O | F | GM  | IM  | MS  | Poäng |
| -- | --------- | -- | - | - | - | --- | --- | --- | ----- |
| 1  | Frankrike | 5  | 4 | 1 | 0 | 148 | 115 | +33 | 9     |
| 2  | Polen     | 5  | 3 | 1 | 1 | 147 | 128 | +19 | 7     |
| 3  | Kroatien  | 5  | 3 | 0 | 2 | 140 | 115 | +25 | 6     |
| 4  | Spanien   | 5  | 3 | 0 | 2 | 152 | 145 | +7  | 6     |
| 5  | Brasilien | 5  | 1 | 0 | 4 | 129 | 153 | -24 | 2     |
| 6  | Kina      | 5  | 0 | 0 | 5 | 104 | 164 | -60 | 0     |

Slutspel
|  | Kvartsfinal | Kvartsfinal | Kvartsfinal |           |           | Semifinal | Semifinal | Semifinal |            |            | Final      | Final      | Final |
|  |             |             |             |           |           |           |           |           |            |            |            |            |       |
|  | A2          | Polen       | 30          |           |           |           |           |           |            |            |            |            |       |
|  | B3          | Island      | 32          |           |           |           |           |           |            |            |            |            |       |
|  | B3          | Island      | 32          |           | B3        | Island    | 36        |           |            |            |            |            |       |
|  |             |             |             |           | B3        | Island    | 36        |           |            |            |            |            |       |
|  |             | A4          | Spanien     | 30        |           |           |           |           |            |            |            |            |       |
|  | B1          | A4          | Spanien     | 30        | Sydkorea  | 24        |           |           |            |            |            |            |       |
|  | B1          |             |             |           | Sydkorea  | 24        |           |           |            |            |            |            |       |
|  | A4          | Spanien     | 29          |           |           |           |           |           |            |            |            |            |       |
|  |             |             |             |           |           |           |           |           |            |            | B3         | Island     | 23    |
|  |             |             | A1          | Frankrike | 28        |           |           |           |            |            |            |            |       |
|  | B2          | Danmark     | 24          |           |           |           |           |           |            |            |            |            |       |
|  | A3          | Kroatien    | 26          |           |           |           |           |           |            |            |            |            |       |
|  | A3          | Kroatien    | 26          |           | A3        | Kroatien  | 23        |           | Bronsmatch | Bronsmatch | Bronsmatch | Bronsmatch |       |
|  |             |             |             |           | A3        | Kroatien  | 23        |           | Bronsmatch | Bronsmatch | Bronsmatch | Bronsmatch |       |
|  |             | A1          | Frankrike   | 25        |           |           |           |           |            |            |            |            |       |
|  | A1          | A1          | Frankrike   | 25        | Frankrike | 27        |           | A4        | Spanien    | 35         |            |            |       |
|  | A1          |             |             |           | Frankrike | 27        |           | A4        | Spanien    | 35         |            |            |       |
|  | B4          | Ryssland    | 24          |           |           |           |           |           |            |            | A3         | Kroatien   | 29    |

## Judo
Herrar
| Idrottare    | Gren                   | Inledande omgång     | Sextondelsfinal            | Åttondelsfinal              | Kvartsfinal          | Semifinal            | Återkval 1                     | Återkval 2           | Återkval 3           | Final / BM           | Final / BM       |
| Idrottare    | Gren                   | Motståndare Resultat | Motståndare Resultat       | Motståndare Resultat        | Motståndare Resultat | Motståndare Resultat | Motståndare Resultat           | Motståndare Resultat | Motståndare Resultat | Motståndare Resultat | Placering        |
| ------------ | ---------------------- | -------------------- | -------------------------- | --------------------------- | -------------------- | -------------------- | ------------------------------ | -------------------- | -------------------- | -------------------- | ---------------- |
| Óscar Peñas  | Halv lättvikt (-66 kg) | BYE                  | Sharipov (UZB) L 0000–1010 | Gick inte vidare            | Gick inte vidare     | Gick inte vidare     | Gick inte vidare               | Gick inte vidare     | Gick inte vidare     | Gick inte vidare     | Gick inte vidare |
| David Alarza | Mellanvikt (-90 kg)    | BYE                  | Chiclana (PUR) W 1101–0100 | Benikhlef (ALG) L 0001–1020 | Gick inte vidare     | Gick inte vidare     | El Assri (MAR) L 0000–0000 YUS | Gick inte vidare     | Gick inte vidare     | Gick inte vidare     | Gick inte vidare |

Damer
| Idrottare         | Gren                   | Sextondelsfinal             | Åttondelsfinal            | Kvartsfinal                   | Semifinal                 | Återkval 1           | Återkval 2                 | Återkval 3                | Final / BM                 | Final / BM       |
| Idrottare         | Gren                   | Motståndare Resultat        | Motståndare Resultat      | Motståndare Resultat          | Motståndare Resultat      | Motståndare Resultat | Motståndare Resultat       | Motståndare Resultat      | Motståndare Resultat       | Placering        |
| ----------------- | ---------------------- | --------------------------- | ------------------------- | ----------------------------- | ------------------------- | -------------------- | -------------------------- | ------------------------- | -------------------------- | ---------------- |
| Ana Carrascosa    | Halv lättvikt (-52 kg) | Bundmaa (MGL) W 0100–0000   | Xian Dm (CHN) L 0000–1000 | Gick inte vidare              | Gick inte vidare          | BYE                  | Monteiro (POR) W 0101–0001 | Kim K-O (KOR) L 0001–1010 | Gick inte vidare           | Gick inte vidare |
| Isabel Fernández  | Lättvikt (-57 kg)      | BYE                         | Gotay (USA) W 0010–0000   | Gravenstijn (NED) L 0000–0001 | Gick inte vidare          | BYE                  | Quadros (BRA) L 0000–0001  | Gick inte vidare          | Gick inte vidare           | Gick inte vidare |
| Leire Iglesias    | Mellanvikt (-70 kg)    | Aguiar (BRA) W 0020–0011    | Émane (FRA) W 0001–0000   | Böhm (GER) L 0000–1000        | Gick inte vidare          | BYE                  | Smal (UKR) W 0011–0000     | Alvear (COL) W 0001–0000  | Bosch (NED) L 0000–1001    | 5                |
| Esther San Miguel | Halv tungvikt (-78 kg) | Moskalyuk (RUS) W 0002–0000 | Silva (BRA) W 0011–0010   | Morico (ITA) W 0220–0011      | Yang Xl (CHN) W 1031–0000 | BYE                  | BYE                        | BYE                       | Possamaï (FRA) W 0010–0100 | 5                |

## Kanotsport
Slalom
| Guillermo Díez-Canedo | Herrarnas K-1 slalom | 84.95  | 4  | 88.07  | 13 | 173.02 | 12 Q | 90.06            | 14               | Gick inte vidare | Gick inte vidare | Gick inte vidare | Gick inte vidare |
| Ander Elosegui        | Herrarnas C-1 slalom | 87.00  | 4  | 85.47  | 4  | 176.45 | 7 Q  | 91.16            | 5 Q              | 89.93            | 4                | 180.59           | 4                |
| Maialen Chourraut     | Damernas K-1 slalom  | 147.95 | 17 | 105.44 | 12 | 253.39 | 16   | Gick inte vidare | Gick inte vidare | Gick inte vidare | Gick inte vidare | Gick inte vidare | Gick inte vidare |

Sprint
| Kanotist                                                          | Gren                 | Heat     | Heat      | Semifinal | Semifinal | Final            | Final            |
| Kanotist                                                          | Gren                 | Tid      | Placering | Tid       | Placering | Tid              | Placering        |
| ----------------------------------------------------------------- | -------------------- | -------- | --------- | --------- | --------- | ---------------- | ---------------- |
| David Cal                                                         | Herrarnas C-1 500 m  | 1.47:995 | 1 QF      | BYE       | BYE       | 1:48.397         | 2                |
| David Cal                                                         | Herrarnas C-1 1000 m | 3.58:756 | 1 QF      | BYE       | BYE       | 3:52.751         | 2                |
| Saúl Craviotto Carlos Pérez Rial                                  | Herrarnas K-2 500 m  | 1:28.983 | 2 QF      | BYE       | BYE       | 1:28.736         | 1                |
| Maria Teresa Portela                                              | Damernas K-1 500 m   | 1:51.654 | 2 QS      | 1:54.981  | 6         | Gick inte vidare | Gick inte vidare |
| Beatriz Manchón Sonia Molanes                                     | Damernas K-2 500 m   | 1:46.646 | 5 QS      | 1:45.313  | 4         | Gick inte vidare | Gick inte vidare |
| Beatriz Manchón Sonia Molanes Maria Teresa Portela Jana Smidakova | Damernas K-4 500 m   | 1:37.914 | 4 QS      | 1:37.172  | 1 Q       | 1:35.366         | 5                |

## Konstsim
| Idrottare | Gren                | Teknisk rutin | Teknisk rutin | Fri rutin (inledande) | Fri rutin (inledande)  | Fri rutin (inledande) | Fri rutin (final) | Fri rutin (final)      | Fri rutin (final) |
| Idrottare | Gren                | Poäng         | Placering     | Poäng                 | Totalt (teknisk + fri) | Placering             | Placering         | Totalt (teknisk + fri) | Placering         |
| --- | ------------------- | ------------- | ------------- | --------------------- | ---------------------- | --------------------- | ----------------- | ---------------------- | ----------------- |
| Andrea Fuentes Gemma Mengual | Damernas duett      | 48.834        | 2             | 49.084                | 97.918                 | 2 Q                   | 49.500            | 98.334                 | 2                 |
| Alba María Cabello Raquel Corral Andrea Fuentes Gemma Mengual Thaïs Henríquez Laura López Gisela Morón Irina Rodríguez Paola Tirados | Damernas lagtävling | 48.917        | 2             | i.u.                  | i.u.                   | i.u.                  | 49.334            | 98.251                 | 2                 |

## Landhockey
Herrar
Coach: Maurits Hendriks
| 1. Francisco Cortes (GK) 2. Santi Freixa 3. Francisco Fábregas (c) 4. Víctor Sojo 5. Alexandre Fabregas 6. Pablo Amat 7. Eduardo Tubau 8. Roc Oliva | 1. Juan Fernandez 2. Ramón Alegre 3. Xavier Ribas 4. Albert Sala 5. Rodrigo Garza 6. Sergi Enrique 7. Eduard Arbos 8. David Alegre |

Reserver:
1. Franc Dinares
2. Xavier Castillano (GK)

Gruppspel
|             | Pld | W | D | L | GF | GA | GD | Pts |
| ----------- | --- | - | - | - | -- | -- | -- | --- |
| Spanien     | 5   | 4 | 0 | 1 | 9  | 5  | +4 | 12  |
| Tyskland    | 5   | 3 | 2 | 0 | 12 | 6  | +6 | 11  |
| Sydkorea    | 5   | 2 | 1 | 2 | 13 | 11 | +2 | 7   |
| Nya Zeeland | 5   | 2 | 1 | 2 | 10 | 9  | +1 | 7   |
| Belgien     | 5   | 1 | 1 | 3 | 9  | 13 | −4 | 4   |
| Kina        | 5   | 0 | 1 | 4 | 7  | 16 | −9 | 1   |

Slutspel
|  | Semifinaler     | Semifinaler     |   |                 | Final           | Final |  |
|  |                 |                 |   |                 |                 |       |  |
|  | 21 augusti 2008 |                 |   |                 |                 |       |  |
|  | Nederländerna   | 1 (3)           |   |                 |                 |       |  |
|  | Tyskland (p.s.) | 1 (4)           |   |                 |                 |       |  |
|  |                 |                 |   |                 |                 |       |  |
|  |                 |                 |   |                 | 23 augusti 2008 |       |  |
|  |                 |                 |   |                 | Tyskland        | 1     |  |
|  |                 | Spanien         | 0 |                 |                 |       |  |
|  |                 |                 |   |                 |                 |       |  |
|  |                 |                 |   |                 |                 |       |  |
|  |                 |                 |   |                 | Bronsmatch      |       |  |
|  | 21 augusti 2008 | 21 augusti 2008 |   | 23 augusti 2008 | 23 augusti 2008 |       |  |
|  | Spanien         | 3               |   | Nederländerna   | 2               |       |  |
|  | Australien      | 2               |   |                 | Australien      | 6     |  |

Damer
Coach: Pablo Usoz
| 1. María Jesús Rosa (GK) 2. Julia Menéndez 3. Rocío Ybarra 4. Bárbara Malda 5. Silvia Muñoz (c) 6. Silvia Bonastre 7. María Romagosa 8. Marta Ejarque | 1. Raquel Huertas 2. Pilar Sánchez 3. Núria Camón 4. María Lopéz (GK) 5. Montse Cruz 6. Esther Termens 7. Gloria Comerma 8. Georgina Olivia |

Reserver:
1. Paula Paula
2. Panadero Yurena

Gruppspel
|               | Pld | W | D | L | GF | GA | GD  | Pts |
| ------------- | --- | - | - | - | -- | -- | --- | --- |
| Nederländerna | 5   | 5 | 0 | 0 | 14 | 3  | +11 | 15  |
| Kina          | 5   | 3 | 1 | 1 | 14 | 4  | +10 | 10  |
| Australien    | 5   | 3 | 1 | 1 | 17 | 9  | +8  | 10  |
| Spanien       | 5   | 2 | 0 | 3 | 4  | 12 | −8  | 6   |
| Sydkorea      | 5   | 1 | 0 | 4 | 13 | 18 | −5  | 3   |
| Sydafrika     | 5   | 0 | 0 | 5 | 2  | 18 | −16 | 0   |

## Modern femkamp
| Idrottare   | Gren   | Skytte (10 meter luftpistol) | Skytte (10 meter luftpistol) | Skytte (10 meter luftpistol) | Fäktning (värja) | Fäktning (värja) | Fäktning (värja) | Simning (200 m frisim) | Simning (200 m frisim) | Simning (200 m frisim) | Ridsport (hästhoppning) | Ridsport (hästhoppning) | Ridsport (hästhoppning) | Löpning (3000 m) | Löpning (3000 m) | Löpning (3000 m) | Totalpoäng | Slutresultat |
| Idrottare   | Gren   | Poäng                        | Placering                    | MF-poäng                     | Resultat         | Placering        | MF-poäng         | Tid                    | Placering              | MF-poäng               | Straff                  | Placering               | MF-poäng                | Tid              | Placering        | MF-poäng         | Totalpoäng | Slutresultat |
| ----------- | ------ | ---------------------------- | ---------------------------- | ---------------------------- | ---------------- | ---------------- | ---------------- | ---------------------- | ---------------------- | ---------------------- | ----------------------- | ----------------------- | ----------------------- | ---------------- | ---------------- | ---------------- | ---------- | ------------ |
| Jaime López | Herrar | 183                          | 13                           | 1132                         | 17–18            | =19              | 808              | 2:07,02                | 20                     | 1276                   | DNF                     | =35                     | 0                       | 10:05,80         | 35               | 980              | 4196       | 36           |

## Ridsport

### Dressyr
| Idrottare                                            | Häst      | Gren                 | Grand Prix | Grand Prix | Grand Prix Special | Grand Prix Special | Grand Prix Fristil | Grand Prix Fristil | Totalt           | Totalt           |
| Idrottare                                            | Häst      | Gren                 | Poäng      | Placering  | Poäng              | Placering          | Poäng              | Placering          | Poäng            | Placering        |
| ---------------------------------------------------- | --------- | -------------------- | ---------- | ---------- | ------------------ | ------------------ | ------------------ | ------------------ | ---------------- | ---------------- |
| Jordi Domingo                                        | Prestige  | Individuell dressyr  | 64,042     | 28         | Gick inte vidare   | Gick inte vidare   | Gick inte vidare   | Gick inte vidare   | Gick inte vidare | Gick inte vidare |
| Beatriz Ferrer-Salat                                 | Fabergé   | Individuell dressyr  | DNS        | DNS        | Gick inte vidare   | Gick inte vidare   | Gick inte vidare   | Gick inte vidare   | Gick inte vidare | Gick inte vidare |
| Juan Manuel Muñoz                                    | Fuego XII | Individuell dressyr  | 66,083     | 22 Q       | 68,160             | 16                 | Gick inte vidare   | Gick inte vidare   | Gick inte vidare | Gick inte vidare |
| Jordi Domingo Beatriz Ferrer-Salat Juan Manuel Muñoz | Se ovan   | Lagtävling i dressyr | i.u.       | i.u.       | i.u.               | i.u.               | i.u.               | i.u.               | DNS              | DNS              |

## Rodd
Damer
| Idrottare       | Gren          | Heat    | Heat      | Kvartsfinal | Kvartsfinal | Semifinal | Semifinal | Final   | Final     | Final |
| Idrottare       | Gren          | Tid     | Placering | Tid         | Placering   | Tid       | Placering | Tid     | Placering |       |
| --------------- | ------------- | ------- | --------- | ----------- | ----------- | --------- | --------- | ------- | --------- | ----- |
| Nuria Domínguez | Singelsculler | 7:58,03 | 3 QF      | 7:49,60     | 4 SC/D      | 8:03,61   | 2 FC      | 7:36,12 | 14        |       |

## Segling
Herrar
| Seglare                        | Gren  | Lopp | Lopp | Lopp | Lopp | Lopp | Lopp | Lopp | Lopp | Lopp | Lopp | Lopp | Summerad poäng | Finalplacering |
| Seglare                        | Gren  | 1    | 2    | 3    | 4    | 5    | 6    | 7    | 8    | 9    | 10   | M*   | Summerad poäng | Finalplacering |
| ------------------------------ | ----- | ---- | ---- | ---- | ---- | ---- | ---- | ---- | ---- | ---- | ---- | ---- | -------------- | -------------- |
| Iván Pastor                    | RS:X  | 8    | 13   | 18   | 18   | 16   | 9    | 4    | 4    | 6    | 15   | 16   | 109            | 9              |
| Javier Hernández               | Laser | 17   | 25   | 11   | 13   | 28   | BFD  | 19   | 13   | 5    | CAN  | EL   | 121            | 14             |
| Onán Barreiros Aarón Sarmiento | 470   | 8    | 2    | 6    | 9    | 13   | 13   | 13   | 4    | 11   | 18   | 8    | 87             | 5              |

M = Medaljlopp; EL = Eliminerad – gick inte vidare till medaljloppet;
Damer
| Seglare                                   | Gren         | Lopp | Lopp | Lopp | Lopp | Lopp | Lopp | Lopp | Lopp | Lopp | Lopp | Lopp | Summerad poäng | Finalplacering |
| Seglare                                   | Gren         | 1    | 2    | 3    | 4    | 5    | 6    | 7    | 8    | 9    | 10   | M*   | Summerad poäng | Finalplacering |
| ----------------------------------------- | ------------ | ---- | ---- | ---- | ---- | ---- | ---- | ---- | ---- | ---- | ---- | ---- | -------------- | -------------- |
| Marina Alabau                             | RS:X         | 3    | 5    | 5    | 2    | 5    | 11   | 8    | 5    | 4    | 9    | 8    | 65             | 4              |
| Susana Romero                             | Laser radial | 18   | 7    | 20   | 14   | 20   | 21   | 19   | 13   | 16   | CAN  | EL   | 127            | 24             |
| Laia Tutzo Natalia Via-Dufresne           | 470          | 4    | 5    | 2    | 6    | 13   | 10   | 13   | 17   | 2    | 17   | 20   | 92             | 10             |
| Mónica Azón Sandra Azón Graciela Pisonero | Yngling      | 11   | 9    | 14   | 6    | 14   | 4    | 14   | 9    | CAN  | CAN  | EL   | 67             | 14             |

M = Medaljlopp; EL = Eliminerad – gick inte vidare till medaljloppet;
Öppen
| Seglare                        | Gren      | Lopp | Lopp | Lopp | Lopp | Lopp | Lopp | Lopp | Lopp | Lopp | Lopp | Lopp | Lopp | Lopp | Lopp | Lopp | Lopp | Summerad poäng | Finalplacering |
| Seglare                        | Gren      | 1    | 2    | 3    | 4    | 5    | 6    | 7    | 8    | 9    | 10   | 11   | 12   | 13   | 14   | 15   | M*   | Summerad poäng | Finalplacering |
| ------------------------------ | --------- | ---- | ---- | ---- | ---- | ---- | ---- | ---- | ---- | ---- | ---- | ---- | ---- | ---- | ---- | ---- | ---- | -------------- | -------------- |
| Rafael Trujillo                | Finnjolle | 12   | 4    | 3    | 14   | 20   | 20   | OCS  | 1    | CAN  | CAN  | i.u. | i.u. | i.u. | i.u. | i.u. | 6    | 80             | 9              |
| Xabier Fernández Iker Martínez | 49er      | 1    | 10   | 17   | 2    | OCS  | 5    | 7    | 10   | 3    | 4    | 1    | 2    | CAN  | CAN  | CAN  | 2    | 64             | 2              |
| Fernando Echavarri Antón Paz   | Tornado   | 1    | 6    | 1    | 4    | 7    | 13   | 1    | 7    | 1    | 8    | i.u. | i.u. | i.u. | i.u. | i.u. | 4    | 44             | 1              |

M = Medaljlopp; EL = Eliminerad – gick inte vidare till medaljloppet;

## Simning
- Huvudartikel: Simning vid olympiska sommarspelen 2008

## Simhopp
Herrar
| Idrottare     | Gren | Kval   | Kval      | Semifinal        | Semifinal        | Final            | Final            |
| Idrottare     | Gren | Poäng  | Placering | Poäng            | Placering        | Poäng            | Placering        |
| ------------- | ---- | ------ | --------- | ---------------- | ---------------- | ---------------- | ---------------- |
| Javier Illana | 3 m  | 423,90 | 20        | Gick inte vidare | Gick inte vidare | Gick inte vidare | Gick inte vidare |

Damer
| Idrottare       | Gren | Kval   | Kval      | Semifinal        | Semifinal        | Final            | Final            |
| Idrottare       | Gren | Poäng  | Placering | Poäng            | Placering        | Poäng            | Placering        |
| --------------- | ---- | ------ | --------- | ---------------- | ---------------- | ---------------- | ---------------- |
| Jenifer Benítez | 3 m  | 194,05 | 30        | Gick inte vidare | Gick inte vidare | Gick inte vidare | Gick inte vidare |

## Skytte
- Huvudartikel: Skytte vid olympiska sommarspelen 2008

## Taekwondo
| Idrottare          | Gren             | Åttondelsfinaler       | Kvartsfinaler         | Semifinaer           | Återkval             | Bronsmatch           | Final                | Final            |
| Idrottare          | Gren             | Motståndare Resultat   | Motståndare Resultat  | Motståndare Resultat | Motståndare Resultat | Motståndare Resultat | Motståndare Resultat | Placering        |
| ------------------ | ---------------- | ---------------------- | --------------------- | -------------------- | -------------------- | -------------------- | -------------------- | ---------------- |
| Juan Antonio Ramos | Herrarnas −58 kg | Martinez (BIZ) W 2–1   | Wenceslau (BRA) W 3–2 | Mercedes (DOM) L 2–3 | Bye                  | Nikpai (AFG) L 1–4   | Gick inte vidare     | 5                |
| Jon García Aguado  | Herrarnas +80 kg | Irgasjev (UZB) L 10–11 | Gick inte vidare      | Gick inte vidare     | Gick inte vidare     | Gick inte vidare     | Gick inte vidare     | Gick inte vidare |
| Rosana Simon Alamo | Damernas +67 kg  | Kedzierska (SWE) L 4–5 | Gick inte vidare      | Gick inte vidare     | Gick inte vidare     | Gick inte vidare     | Gick inte vidare     | Gick inte vidare |

## Tennis
Herrar
| Spelare                      | Gren       | Omgång 1                          | Omgång 2                                 | Åttondelsfinaler                          | Kvartsfinaler           | Semifinaler                    | Final / BM                          | Final / BM       |
| Spelare                      | Gren       | Motståndare Poäng                 | Motståndare Poäng                        | Motståndare Poäng                         | Motståndare Poäng       | Motståndare Poäng              | Motståndare Poäng                   | Placering        |
| ---------------------------- | ---------- | --------------------------------- | ---------------------------------------- | ----------------------------------------- | ----------------------- | ------------------------------ | ----------------------------------- | ---------------- |
| Nicolás Almagro              | Herrsingel | Monfils (FRA) L 4–6, 6–3, 4–6     | Gick inte vidare                         | Gick inte vidare                          | Gick inte vidare        | Gick inte vidare               | Gick inte vidare                    | Gick inte vidare |
| David Ferrer                 | Herrsingel | Tipsarević (SRB) L 6–7(8–10), 2–6 | Gick inte vidare                         | Gick inte vidare                          | Gick inte vidare        | Gick inte vidare               | Gick inte vidare                    | Gick inte vidare |
| Rafael Nadal                 | Herrsingel | Starace (ITA) W 6–2, 3–6, 6–2     | Hewitt (AUS) W 6–1, 6–2                  | Andreev (RUS) W 6–4, 6–2                  | Melzer (AUT) W 6–0, 6–4 | Djokovic (SRB) W 6–4, 1–6, 6–4 | González (CHI) W 6–3, 7–6(7–2), 6–3 | 1                |
| Tommy Robredo                | Herrsingel | Seppi (ITA) L 4–6, 6–4, 6–8       | Gick inte vidare                         | Gick inte vidare                          | Gick inte vidare        | Gick inte vidare               | Gick inte vidare                    | Gick inte vidare |
| Nicolás Almagro David Ferrer | Herrdubbel | i.u.                              | Anderson / Coetzee (RSA) W 3–6, 6–3, 6–4 | Aspelin / Johansson (SWE) L 6–7(6–8), 4–6 | Gick inte vidare        | Gick inte vidare               | Gick inte vidare                    | Gick inte vidare |
| Rafael Nadal Tommy Robredo   | Herrdubbel | i.u.                              | Björkman / Söderling (SWE) W 6–3, 6–3    | Guccione / Hewitt (AUS) L 2–6, 6–7(5–7)   | Gick inte vidare        | Gick inte vidare               | Gick inte vidare                    | Gick inte vidare |

Damer
| Spelare                                            | Gren      | Omgång 1                         | Omgång 2                                  | Åttondelsfinaler                      | Kvartsfinaler                                | Semifinaler                         | Final / BM                               | Final / BM       |
| Spelare                                            | Gren      | Motståndare Poäng                | Motståndare Poäng                         | Motståndare Poäng                     | Motståndare Poäng                            | Motståndare Poäng                   | Motståndare Poäng                        | Placering        |
| -------------------------------------------------- | --------- | -------------------------------- | ----------------------------------------- | ------------------------------------- | -------------------------------------------- | ----------------------------------- | ---------------------------------------- | ---------------- |
| Nuria Llagostera Vives                             | Damsingel | Zakopalová (CZE) W 2–6, 6–3, 7–5 | Zheng J (CHN) L 7–6(9–7), 1–6, 4–6        | Gick inte vidare                      | Gick inte vidare                             | Gick inte vidare                    | Gick inte vidare                         | Gick inte vidare |
| Anabel Medina Garrigues                            | Damsingel | Bammer (AUT) L 2–6, 6–4, 4–6     | Gick inte vidare                          | Gick inte vidare                      | Gick inte vidare                             | Gick inte vidare                    | Gick inte vidare                         | Gick inte vidare |
| Carla Suárez Navarro                               | Damsingel | Peng S (CHN) L 5–7, 6–7(2–7)     | Gick inte vidare                          | Gick inte vidare                      | Gick inte vidare                             | Gick inte vidare                    | Gick inte vidare                         | Gick inte vidare |
| María José Martínez Sánchez                        | Damsingel | Molik (AUS) W 6–1, 6–1           | Safina (RUS) L 6–7(3–7), 1–6              | Gick inte vidare                      | Gick inte vidare                             | Gick inte vidare                    | Gick inte vidare                         | Gick inte vidare |
| Nuria Llagostera Vives María José Martínez Sánchez | Damdubbel | i.u.                             | Vesnina / Zvonareva (RUS) L 6–2, 1–6, 3–6 | Gick inte vidare                      | Gick inte vidare                             | Gick inte vidare                    | Gick inte vidare                         | Gick inte vidare |
| Anabel Medina Garrigues Virginia Ruano Pascual     | Damdubbel | i.u.                             | Koryttseva / Perebijnis (UKR) W 6–3, 6–4  | Stosur / Stubbs (AUS) W 4–6, 6–4, 6–4 | Davenport / Huber (USA) W 5–7, 7–6(8–6), 8–6 | Yan Z / Jie Z (CHN) W 6–4, 7–6(7–5) | S Williams / V Williams (USA) L 2–6, 0–6 | 2                |

## Triathlon
| Triathlet         | Gren                | Simning (1.5 km) | Trans 1 | Cykling (40 km) | Trans 2 | Löpning (10 km) | Total tid  | Placering |
| ----------------- | ------------------- | ---------------- | ------- | --------------- | ------- | --------------- | ---------- | --------- |
| Javier Gómez Noya | Herrarnas triathlon | 18:08            | 0:27    | 59:06           | 0:29    | 31:03           | 1:49:13,92 | 4         |
| Iván Raña         | Herrarnas triathlon | 18:22            | 0:26    | 58:52           | 0:28    | 31:14           | 1:49:22,03 | 5         |
| Ana Burgos        | Damernas triathlon  | 20:57            | 0:31    | 1:05:28         | 0:36    | 35:11           | 2:02:43,85 | 20        |
| Ainhoa Murúa      | Damernas triathlon  | 19:59            | 0:29    | 1:07:06         | 0:36    | 36:38           | 2:04:48,07 | 38        |

## Tyngdlyftning
- Huvudartikel: Tyngdlyftning vid olympiska sommarspelen 2008

## Vattenpolo
- Huvudartikel: Vattenpolo vid olympiska sommarspelen 2008

## Volleyboll
- Huvudartikel: Volleyboll vid olympiska sommarspelen 2008